# إغناثيو هيريرا
إغناثيو هيريرا (بالإسبانية: Ignacio Herrera)‏ (30 أكتوبر 1987 بسانتياغو في تشيلي - ) هو لاعب كرة قدم تشيلي في مركز الهجوم. لعب مع ريال بيتيس ونادي إيرتيش بافلودار وهواتشيباتو وريال بيتيس بي وديبورتيس ماجالانز وديبورتيس إيكيكي ونادي كوبريلوا ورينجرز دي تالكا.

## وصلات خارجية
- إغناثيو هيريرا على موقع دوري كوريا الجنوبية (الإنجليزية)
- إغناثيو هيريرا على موقع قاعدة بيانات كرة القدم.إي يو (الإنجليزية)
- إغناثيو هيريرا على موقع Soccerway.com (الإنجليزية)